# История почты и почтовых марок Сомали
История почты и почтовых марок Сомали описывает развитие почтовой связи в Сомали, государстве в Восточной Африке со столицей в Могадишо, образовавшемся в результате объединения в 1960 году бывшей подопечной территории ООН Сомали и бывшего протектората Великобритании Сомалиленд.
Сомали входит в число стран — участниц Всемирного почтового союза (ВПС; с 1959).

## Развитие почты
Губернатор Маурицио Рава (Maurizio Rava) создал первую сеть отделений почтовой связи на территории Итальянского Сомали, которая была значительно расширена в 1937 году.
В начале 1991 года Почтовая служба Сомали имела 100 почтовых отделений с общей численностью сотрудников от 1665 до 2165 человек.
Позднее во время гражданской войны почтовая инфраструктура страны была полностью разрушена, и в октябре 1991 года почтовая служба Сомали официально приостановила свою деятельность. Впоследствии жителям пришлось обратиться к традиционным методам доставки посылок и писем. Они также общались с помощью рукописных писем, переправляемых через знакомых, а также посредством мобильной связи и электронных мессенджеров.

### Почтовая служба Сомали
В ноябре 2013 года официально возобновила свою работу международная почтовая связь. Всемирный почтовый союз в настоящее время помогает воссозданной почтовой службе Сомали в наращивании её потенциала, включая предоставление технической помощи и основного оборудования для обработки почтовых отправлений. В октябре 2014 года Министерство почт и телекоммуникаций также возобновило доставку почтовых отправлений из-за границы. Почтовую систему планируется внедрить по всей стране с помощью новой системы почтовых индексов и нумерации. По словам министра почт и телекоммуникаций Мохамуда Ибрихима Адана, очередной этап восстановления даст местным жителям возможность отправлять письма своим знакомым за границу.

## Выпуски почтовых марок

### Итальянское Сомали

#### Выпуски Бенадира

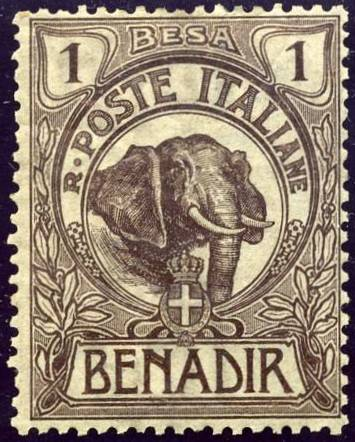
Почтовая марка, выпущенная для «Компании Бенадира» в 1903 г.

Первые почтовые марки Сомали были выпущены для «Компании Бенадира» (Compagnia del Benadir) итальянскими властями в 1903 году.

#### Итальянская колония

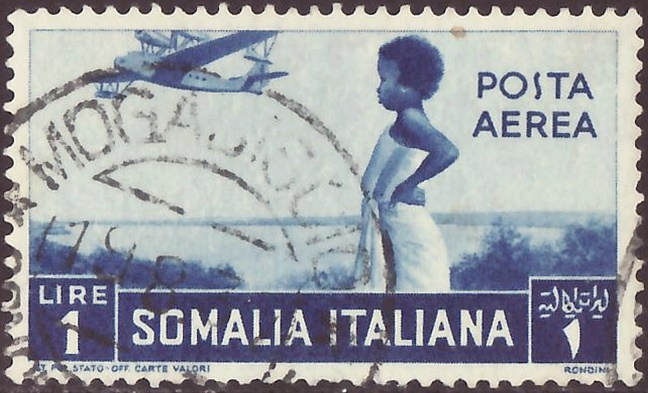
Почтовая марка Итальянского Сомали, 1936 г.

В 1905 году управление колонией в Сомали перешло от «Компании Бенадира» непосредственно к Италии после того, как стало известно, что «Компания Бенадира» терпимо относилась к работорговле или даже способствовала её сохранению.
Первыми почтовыми марками колонии стали надпечатки на марках «Компании Бенадира» в 1905 году. Последующие выпуски представляли собой надпечатки на марках «Компании Бенадира» до 1926 года. С 1916 года на почтовых марках Италии также делались надпечатки для использования в Итальянском Сомали. Первая серия стандартных марок с надписью «Somalia» («Сомали») была выпущена в 1930 году.

#### Выпуски Транс-Джубы (1925-1927)

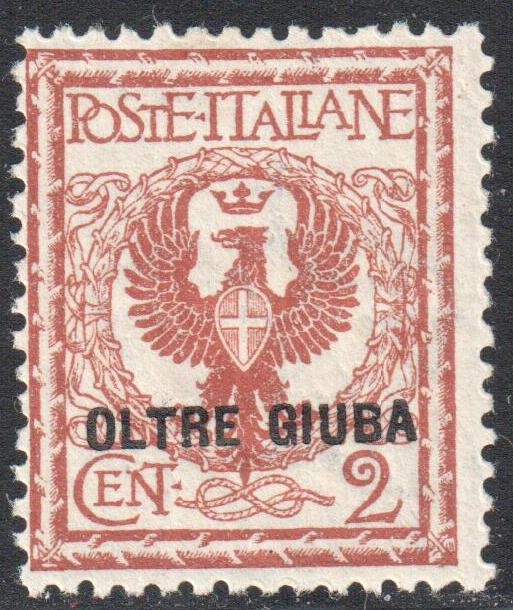
Почтовая марка Транс-Джубы 1925 г.

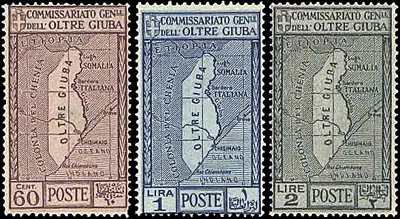
Почтовые марки Транс-Джубы 1926 г.

Итальянская Транс-Джуба была основана в 1924 году после того, как Великобритания уступила Италии северную часть региона Джубаленд.
Первые почтовые марки новой колонии были выпущены 29 июля 1925 года и представляли собой почтовые марки Италии с надпечаткой итал. «Oltre Giuba» («Транс-Джуба»). Транс-Джуба была включена в состав Итальянского Сомали в 1925 году.

#### Итальянская Восточная Африка (1938-1941)
В период между 1936 годом и 1941 годом для использования в Итальянской Восточной Африке, которая на итальянском языке называлась «Africa Orientale Italiana» (AOI) и состояла из Итальянской Эритреи, Эфиопии и Итальянского Сомали, эмитировались почтовые марки.

#### Британская администрация в Итальянском Сомали (1941-1949)

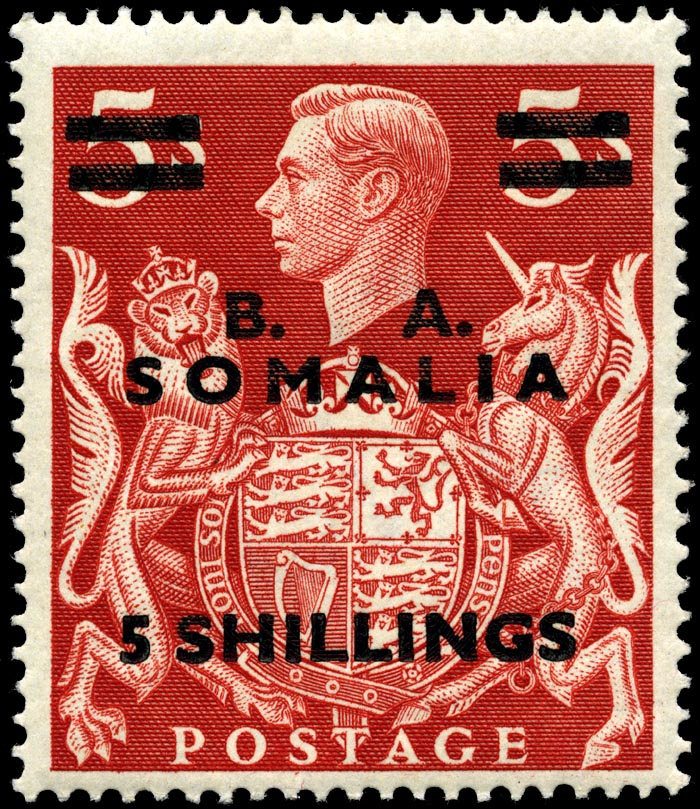
Почтовая марка британской администрации в Итальянском Сомали

После того, как британские войска оккупировали Итальянское Сомали во время Второй мировой войны, в обращении были почтовые марки Великобритании с надпечаткой M.E.F. (англ. Middle East Forces, «Средневосточные сухопутные войска»). С 15 января 1943 года также в обращении находились почтовые марки Великобритании с надпечаткой «E.A.F.» (англ. East Africa Forces, «Восточно-африканские силы»).
Они были заменены выпусками с надпечаткой англ. «B.M.A. SOMALIA» («Британское военное управление. Сомали»), а позднее англ. «B.A. SOMALIA» («Британское управление. Сомали»), что отражало переход от британской военной администрации к британской гражданской администрации. Почтовые марки с такой надпечаткой были в почтовом обращении с 1948 года по 1950 год.

#### Подопечная территория Сомали (1950-1960)
В 1949 году, когда британская военная администрация закончилась, Итальянское Сомали стало подопечной территорией Организации Объединенных Наций, известной как Подопечная территория Сомали. Под управлением Италии эта подопечная территория просуществовала десять лет, с 1950 года по 1960 год. На почтовых марках, выпускавшихся в этот период, были надписи как на итальянском, так и на сомалийском языках.

### Британский Сомалиленд (1887-1960)

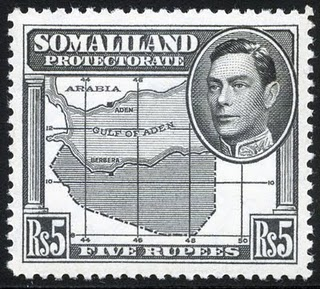
Почтовая марка Британского Сомалиленда с изображением карты Британского Сомалиленда, 1938 г.

Почтовые марки выпускались с 1903 года по 1960 год для британской территории, сначала как Британского Сомалиленда, а затем как протектората Сомалиленд.
26 июня 1960 года была провозглашена независимость британского протектората Сомалиленд в качестве Государства Сомалиленд, которая была отмечена эмиссией трёх видов почтовых марок с надпечатками.
Через пять дней после своего провозглашения 1 июля 1960 года Государство Сомалиленд объединилось с Подопечной территорией Сомали с образованием Сомалийской республики. Была выпущена серия памятных марок, представлявших собой почтовые марки Итальянского Сомали с надпечаткой англ. «Somaliland Independence 26 June 1960» («Независимость Сомали 26 июня 1960 года»), две из которых — авиапочтовые.

### Сомалийская Республика (1960-1969)
После образования Сомалийской Республики первые почтовые марки этой новой страны были выпущены 1 июля 1960 года.
В 1964 году вышел первый почтовый блок.

### Сомалийская Демократическая Республика (1969-1991)
После военного переворота 1969 года страна была переименована в Сомалийскую Демократическую Республику и на её почтовых марках появились соответствующие надписи.
Впервые надпись «Сомалийская Демократическая республика» на английском и арабском языках была указана на марках памятной серии, посвящённой 100-летию со дня рождения В. И. Ленина, которая вышла в 1970 году.
В 1991 году в результате гражданской войны и деятельности сепаратистов Сомали на долгое время фактически прекратило своё существование в качестве государства и распалось на множество частей.

## Фальшивые почтовые марки
Почтовые марки продолжали незаконно печататься на международном уровне во время гражданской войны, хотя их тематика говорит о том, что они предназначаются для зарубежных коллекционеров.